# 分碼多重進接
碼分多址（英語：Code Division Multiple Access，即：CDMA）或分码多重进接、分碼複存，是一種多址接入的无线通信技術。CDMA最早用于军用通信，但時至今日，已广泛应用到全球不同的民用通信中。在CDMA移动通信中，將語音訊號转换为数字信号，给每組數據語音分组增加一个地址，进行扰码处理，然后将它发射到空中。CDMA最大的优点就是相同的带宽下可以容纳更多的呼叫，而且它还可以随語音传送數據信息。
CDMA技术背后的理念集中体现了由克劳德·香农描述的通信“宽且弱”的哲学。在对信息理论的研究中，香农发现了两个利用传输媒介的基本方法：一种是通过非常窄的信道发送强信号，另一种是通过很宽的信道发送弱信号。强信号不允许其他信号占用太多的空间（信道频率），弱信号则相反。于是在理论上，宽且弱的CDMA技术远远优于使用多个相同的媒介单独进行通信。

## 一般信息
一般来说（作为复用方法），CDMA是被美國军方通讯采用的一种扩频方案。理论上，數據化的信息使用CDMA技术进行编码和解码，可以大大提高对无线信道的利用率，增强抗干扰能力。高通公司解决了CDMA中至关重要的功率控制问题，并取得相关的专利。CDMA制式中，区分各个通道主要不再依靠频率和時槽等方法，因此同一地区不同用户同时使用相同的频率是正常的。除此之外被广泛使用的多路访问技术还有時分多址（TDMA）和频分多址（FDMA）。在这三种方案中，接收方从各种信号中分别通过不同的码字、時槽和频率通道分离出有用信息。
CDMA经常被广泛和不严格地用来称呼使用CDMA技术实现的无线网络及其制式，比较常见的是由Qualcomm主要支持和最先投入商用的数字蜂窝电话制式，包括IS-95（CDG为其申请注册商标为cdmaOne）和它的演进版本IS-2000（CDMA2000），其他很少这样使用。由于WCDMA和TD-SCDMA也使用了CDMA技术，这样的称呼可能会造出一些混乱。
这里需要注意：
- CDMA（分碼複存技术）理论被应用于WCDMA无线接口。
- WCDMA无线接口被应用于国际3G标准UMTS和日本3G标准——FOMA（由日本电信和沃达丰共同开发）。
- CDG、TIA和3GPP2等制订的俗称为CDMA的系列标准族（包括cdmaOne和CDMA2000）和3GPP的WCDMA标准族无论无线信号和核心网都不兼容。

部分CDMA网络和手机支持个人定位功能，简易的方法是通过BTS位置数据或者计算手机与相关BTS信号传输的时延给出粗糙的数据，但是更加精确的定位一般依赖全球定位系统GPS的支持。

## 類型
CDMA有兩種類型，分別為正交型與偽隨機碼型。
1.正交型（Orthogonal Type）
CDMA最常使用的正交轉換為沃爾什轉換（Walsh Transform），主要原因為：
(1) Walsh Transform的運算量很少，因為不需要乘法而只需要加法的運算。
(2) Walsh Transform的基底（Basis）有正交的特性。
(3) Walsh Transform也有快速演算法。
例子：假設現在要使用8點Walsh Transform來傳送兩組資料A = [1, 0, 1]和B = [1, 1, 0]，步驟如下
調變（modulation）
(1)先將資料的0轉成 -1
A = [1,-1,1], B = [1,1,-1]
- 好處是在解調時，更能夠區別0和1，而使解調錯誤率下降。

(2-1) A使用Walsh Transform的第一個channel [1,1,1,1,1,1,1,1]（即其第一個basis,矩陣的第一個row）來做調變
A_m = [1,1,1,1,1,1,1,1,|-1,-1,-1,-1,-1,-1,-1,-1,|1,1,1,1,1,1,1,1,]。
(2-2) B使用Walsh Transform的第二個channel [1,1,1,1,-1,-1,-1,-1]（矩陣的第二個row）來做調變
B_m = [1,1,1,1,-1,-1,-1,-1,|1,1,1,1,-1,-1,-1,-1,|-1,-1,-1,-1,1,1,1,1,]。
(3)將調變的結果相加M = A_m + B_m
M = A_m + B_m = [2,2,2,2,0,0,0,0,0,0,0,0,-2,-2,-2,-2,0,0,0,0,2,2,2,2]
(4)最後傳送出去的信號為M,共有24個bit。
解調（demodulation）
(1)將接收到的資料分別和channel做內積
(1-1) M和 第一個channel [1,1,1,1,1,1,1,1]做內積得到 
前八碼內積：[2,2,2,2,0,0,0,0] {\displaystyle \cdot } [1,1,1,1,1,1,1,1] = 8
中間八碼內積：[0,0,0,0,-2,-2,-2,-2] {\displaystyle \cdot } [1,1,1,1,1,1,1,1] = -8
後八碼內積：[0,0,0,0,2,2,2,2] {\displaystyle \cdot } [1,1,1,1,1,1,1,1] = 8
(1-2) M和 第二個channel [1,1,1,1,-1,-1,-1,-1]做內積得到 
前八碼內積：[2,2,2,2,0,0,0,0] {\displaystyle \cdot } [1,1,1,1,-1,-1,-1,-1] = 8
中間八碼內積：[0,0,0,0,-2,-2,-2,-2] {\displaystyle \cdot } [1,1,1,1,-1,-1,-1,-1] = 8
後八碼內積：[0,0,0,0,2,2,2,2] {\displaystyle \cdot } [1,1,1,1,-1,-1,-1,-1] = -8
(2)內積結果出來若為8，則解調為1;若為 -8，則解調為 -1
(2-1)第一個channel解調出信號為[8, -8, 8] {\displaystyle \to } [1, -1, 1]
(2-2)第二個channel解調出信號為[8, 8, -8] {\displaystyle \to } [1, 1, -1]
(3)最後，將 -1還原回0
(3-1)因此，第一個channel成功還原信號為[1, 0, 1]
(3-2)因此，第二個channel成功還原信號為[1, 1, 0]
注意事項：
(1)使用N點Walsh Transform時，總共可以有N個channels，但是N必須是2的次方倍。
(2)除了Walsh Transform以外，其他的Orthogonal Transform也可以使用。
(3)使用Orthogonal Transform共通的問題是需要同步Synchronization
2.偽隨機碼型 （Pseudorandom Sequence Type）
優點：不需要同步 （asynchronous）
缺點：Capacity較小

## 優點
雖然已有正交分頻多工（OFDM） 的技術，但仍發展CDMA的原因主要為調變/解調並不需要太精確的頻譜分析。而OFDM使用DFT需做複數運算，較CDMA使用Walsh Transform複雜。
CDMA的優點條列如下：
⑴運算量相對於頻分多工減少很多
⑵可以減少雜訊及干涉的影響
⑶可以應用在保密和安全傳輸上
⑷就算只接收部分的信號，也有可能把原來的信號還原回來
⑸相鄰的區域的干擾問題可以減少

## 技術細節
在所有的CDMA體制中，接收者都可以使用扩频处理来增益部分衰减非期望的信号。具有期望的扩频码的信号能被接受，如果信號對應不同的展譜码（或者相同展譜码但是不同的时间偏移）将在解展譜过程中被当作随机噪声而衰减掉。
这项操作的方法是给每一个站点分配一个展頻码或者码片序列。这些码片序列被表示成由＋1和－1组成的序列。每个码片序列和本身点积得到＋1,（和补码点积得到－1），一个码片序列点积不同的码片序列将得到0。
例如 如果C1 = （-1,-1,-1,-1），C2 = (+1,-1,+1,-1)那么
```
C1 .  C1 = (-1,-1,-1,-1) . (-1,-1,-1,-1) /4= +1
C1 . -C1 = (-1,-1,-1,-1) . (+1,+1,+1,+1) /4= -1
C1 .  C2 = (-1,-1,-1,-1) . (+1,-1,+1,-1) /4=  0
C1 . -C2 = (-1,-1,-1,-1) . (-1,+1,-1,+1) /4=  0
```

这种特性叫做正交性。这些序列叫做Walsh码，可以从一个二进制Walsh矩阵导出。
一个站点要发送数字1时就发送其码片序列本身，要发送数字0时就发送其码片序列的反码。（或者是 +1和 -1; 0时不发送）。
当多个终端发送多个信号时，信号就会在空中叠加。例如码片序列是（-1,-1,-1,-1）和（+1,-1,+1,-1），叠加后变成（0,-2,0,-2）。接收方如果希望接收某个站点的信息，则只需要计算该站点对应的码片序列和空中信号的点积。例如(-1,-1,-1,-1) . (0,-2,0,-2)/4 = +1。如果发送的数字是-1，则空中的信号将是 （+2,0,+2,0），而点积将是 (-1,-1,-1,-1) . (+2,0,+2,0)/4 = -1.
TDMA和FDMA终端理论上可以过滤其他时隙或者频率通道的任意强信号。这在CDMA无法实现，它只能部分过滤干扰信号。如果任一或者全部噪声信号强于有用信号，则有用信号将被淹没。这样在CDMA系统中就要求每个终端有一个近似合适的信号功率。在CDMA蜂窝网络中，基站使用一个快速闭环功率控制方案来紧密控制每一个移动终端的发送功率。功率控制需求能够巧妙的根据上面的计算推断出来。
前向纠错（FEC）编码在任何一种CDMA方案中都是必须的，它用于减小信噪比的需求，从而使得信道最大限度的可靠。
与TDMA和FDMA相比较，CDMA的另外一个优势是能够简单的利用语音活性检测。在每一个随机的通话中，用户讲话的时间往往不足整个通话时间的一半，CDMA技术可以简单在用户讲话时发送信号，不讲话时保持静默，于是当同时通话的用户较多时，总体上可以体现出统计特性，最终能将用户间干扰减少大约一半，从而提高容量。在CDMA技术中，这种话音激活特性的利用是相对简单的，如果希望在TDMA或者FDMA体制中利用语音活性检测，就需要频繁的建立和拆除有限的时隙或者频率通道。

## 實際案例與全球應用

### 國家和地區的應用情況

#### 美國
CDMA技術在美國由Verizon Wireless和Sprint廣泛採用。Verizon於1995年推出基於cdmaOne的2G網路，並於2002年升級至CDMA2000 1xEV-DO，覆蓋美國超過90%的人口。Sprint同樣於1995年採用cdmaOne，並於2005年升級至CDMA2000 1xEV-DO Rev.A。隨著4G LTE技術的發展，兩者分別於2019年和2020年宣布逐步關閉CDMA網路。

#### 中國
中國電信是中國CDMA技術的主要推廣者。2008年，中國電信收購中國聯通的CDMA網路，並推出CDMA2000 1xEV-DO Rev.A服務，至2012年用戶數達1.44億。然而，隨著4G技術的普及，中國電信於2019年宣布將於2020年底關閉CDMA網路，轉向LTE和5G。

#### 日本
日本的NTT DoCoMo於2001年推出基於WCDMA的FOMA服務，成為全球首個商用3G網路，至2005年用戶數達5000萬。FOMA奠定了日本3G通訊的基礎，後續逐步轉向LTE技術。

### 特定場景的應用案例

#### 緊急通訊
CDMA技術因其抗干擾能力和可靠性，在緊急情況下表現出色。例如，2005年卡特里娜颶風期間，Verizon的CDMA網路為災區提供了關鍵通訊支持。

#### 軍事應用
CDMA的展頻特性使其具備抗干擾和保密優勢，廣泛應用於軍事通訊。美國軍方於1990年代採用基於CDMA的Joint Tactical Radio System（JTRS）。

#### 偏遠地區通訊
在地理條件複雜的地區，CDMA技術提供了可靠的覆蓋。例如，澳大利亞Telstra於2000年代利用CDMA技術為Outback地區提供通訊服務。

## 環境與社會影響

### 環境足跡
CDMA基站的部署密度較低，有助於減少物理設備對環境的影響。例如，Verizon的CDMA網路在2010年每1000用戶的基站數量比GSM少15%。但隨著技術退場，CDMA設備的回收與處置成為新挑戰。中國電信於2020年關閉CDMA網路後，啟動設備回收計劃以減少電子廢棄物。

### 社會連通性

#### 偏遠地區通訊
CDMA技術在偏遠及地理條件複雜地區提供可靠通訊，增強社會連通性。例如，澳大利亞Telstra利用CDMA為Outback地區提供服務，覆蓋率達99%。在中國，CDMA2000網路推廣至農村，縮小城鄉數位鴻溝。

#### 緊急通訊
CDMA技術在緊急情況下表現優異，例如2005年卡特里娜颶風期間，Verizon的CDMA網路為災區提供關鍵支持。其抗干擾與可靠性使其成為緊急救援的重要工具。

### 技術淘汰的影響

#### 設備相容性
隨著CDMA網路退場，用戶需升級設備。例如，Verizon於2019年關閉CDMA網路後，鼓勵用戶升級至LTE並提供補貼。中國電信亦為CDMA用戶提供4G升級優惠。

#### 升級成本
由於技術淘汰而帶來的升級成本，對低收入用戶影響較大。研究顯示，CDMA用戶升級至LTE的平均成本約200美元。運營商通常提供補貼或分期付款以減輕負擔。

## 参看
- GSM
- 2G
- 4G
- cdmaOne
- CDMA2000
- 通用移动通讯系统
- 偽隨機識別碼
- 展頻
- W-CDMA